# Golfe de Mannar
Ne doit pas être confondu avec Parc national marin du Golfe de Mannar.
Le golfe de Mannar (en cingalais : මන්නාරමි ‌බොක්ක (mannārami bokka) ; en tamoul : மன்னார் வளைகுடா (maṉṉār vaḷaikuṭā)), est un golfe de la mer des Laquedives bordant la côte occidentale du Sri Lanka et une partie de la côte sud-est de l'Inde (État de Tamil Nadu). Il est délimité au sud-ouest par une ligne joignant le cap Comorin au phare de Galle et au nord par les îles de Mannar (Sri-Lanka) et de Pamban (Inde), constitutifs du pont d'Adam.

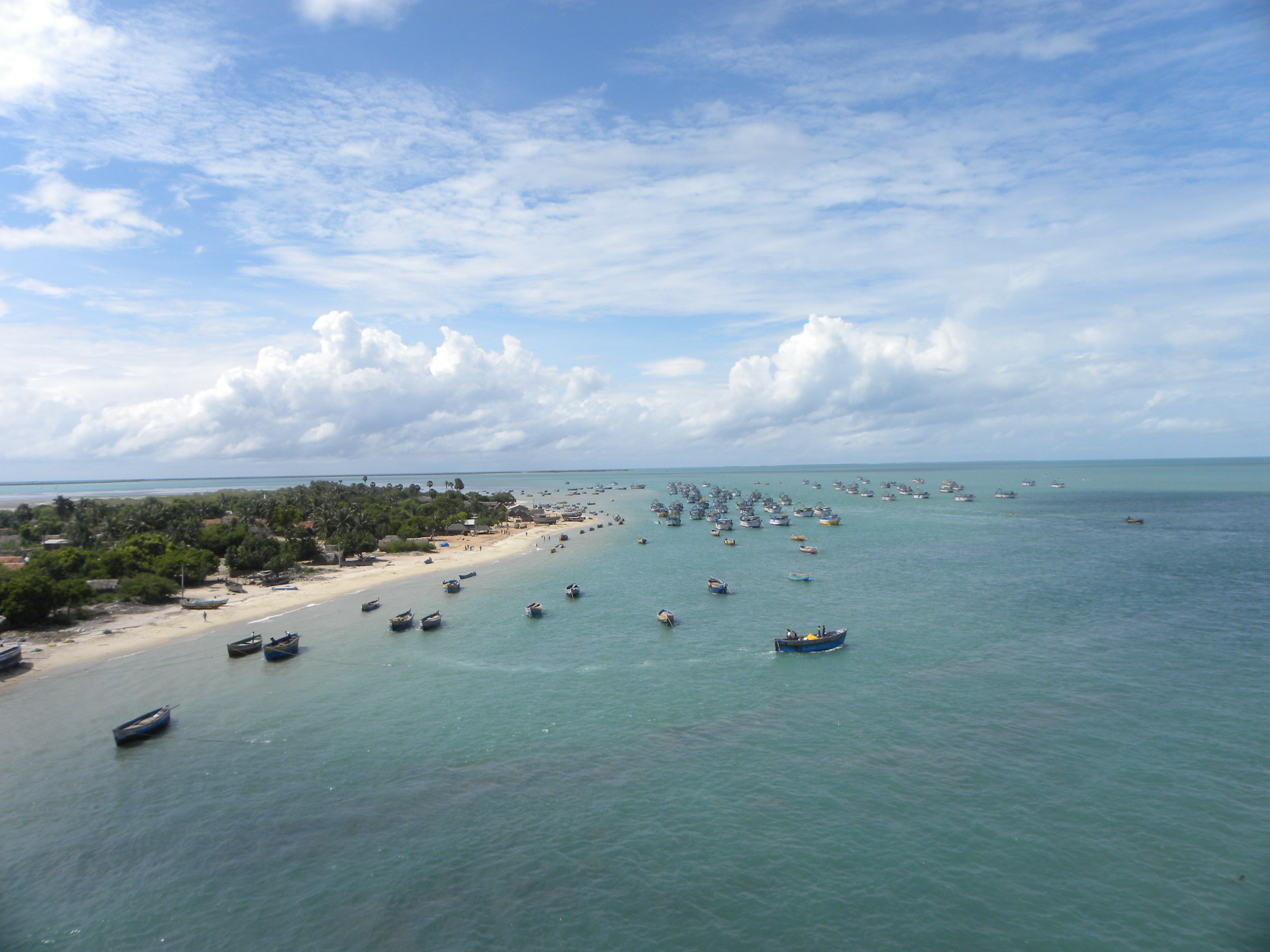
Vue de pêcheurs à l'extrémité occidentale de l'île indienne de Pamban depuis le pont de Pamban, dans le pont d'Adam, en direction du golfe de Mannar.